# Подборовье (Ядровская волость)
Подборовье — деревня в Ядровской волости Псковского района Псковской области.
Расположена в 12 км к юго-западу от южной границы Пскова и деревни Черёха, в 4 км к юго-западу от деревни Соловьи.
Численность населения деревни по состоянию на 2000 год составляла 6 жителей.